# رودريغو نيتو
رودريغو نيتو (بالبرتغالية: Rodrigo Netto‏) هو ملحن وشاعر برازيلي، ولد في 5 مايو 1977 في ريو دي جانيرو في البرازيل، وتوفي في 4 يونيو 2006.